# تيري بودن
تيري بودن (بالإنجليزية: Terry Bowden) هو لاعب كرة قدم أمريكية أمريكي، ولد في 24 فبراير 1956 في دوغلاس في الولايات المتحدة.

## وصلات خارجية
- تيري بودن على موقع إن إن دي بي (الإنجليزية)